# ليندا فويتوفا
ليندا فويتوفا (بالتشيكية: Linda Vojtová)‏ (ولدت في 22 يونيو 1985 في براغ، جمهورية التشيك) عارضة أزياء تشيكية، وكانت الفائز في مسابقة ايليت موديل لوك العالمية في عام 2000 الذي عقد في جنيف، سويسرا.

## روابط خارجية
- ليندا فويتوفا على موقع دليل عارضات الأزياء (الإنجليزية)
- الموقع الرسمي